# Dorf (Fernsehsender)

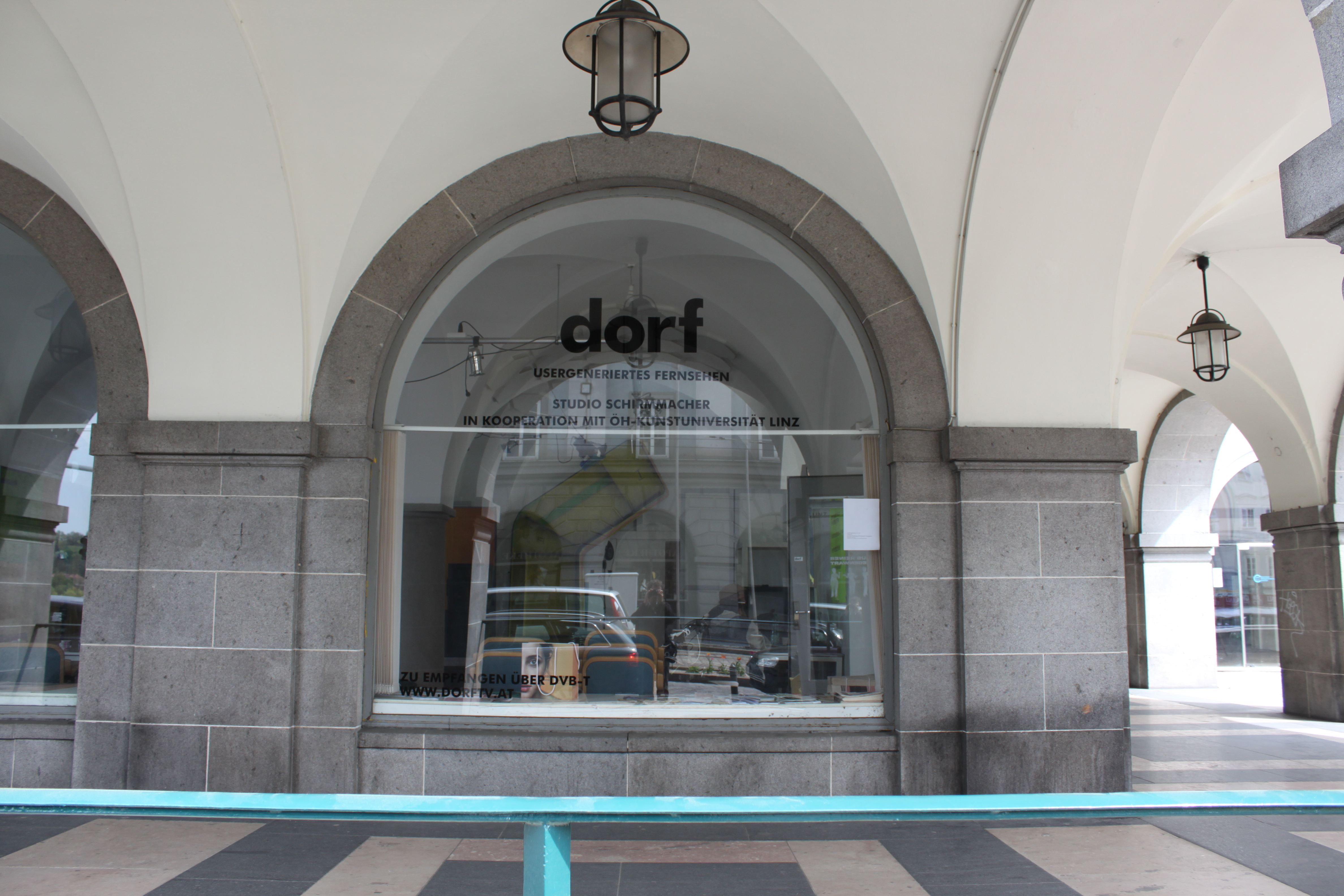
Dorftv als Nutzer im Brückenkopfgebäude Ost in Linz (2013)

dorf tv (oder DORF, „Der Offene Rundfunk“) ist ein nichtkommerzieller Fernsehsender in Oberösterreich (Österreich) und neben dem Wiener Community TV Okto der zweite nichtkommerzielle Fernsehveranstalter mit einem 24-Stunden-Vollprogramm in Österreich. 2012 startete mit FS1 ein ähnlicher Sender in Salzburg.
dorf tv ist seit 22. Juni 2010 über DVB-T in weiten Bereichen des Bundeslandes Oberösterreich empfangbar. Seit August 2014 sendet dorf tv auf Kanal 33 im digitalen Kabelnetz der LIWEST. Seit 2020 befindet sich das Studio in der Erdgeschoß der des UFG Gebäudes in der Domgasse. Ein kleineres Studio und die Büroarbeitsplätze sind im Wissensturm angesiedelt.
Die Webpräsenz ist seit dem Relaunch im April 2022 auch mit Mobilgeräten verwendbar.
Trägerin und Herausgeberin des Senders ist die DORF TV GmbH. Gesellschafter sind unter anderem die Freien Radios Radio FRO, Freies Radio Freistadt, das Filmfestival Crossing Europe, das Medien Kultur Haus Wels und die Kulturplattform OÖ.

## Partnerschaften
Der Sender ist Mitglied im VCFÖ (Verband Community Fernsehen Österreich).